# Qarah Tappeh (Zanjan)
Qarah Tappeh (persiska: قَرِه تَپِّه, قَرَتِپِ, قره تپه) är en ort i Iran.   Den ligger i provinsen Zanjan, i den nordvästra delen av landet, 280 km väster om huvudstaden Teheran. Qarah Tappeh ligger 1 801 meter över havet och antalet invånare är 359.
Terrängen runt Qarah Tappeh är kuperad västerut, men österut är den platt.Runt Qarah Tappeh är det ganska glesbefolkat, med 47 invånare per kvadratkilometer. Närmaste större samhälle är Zanjan, 10,1 km norr om Qarah Tappeh. Trakten runt Qarah Tappeh består i huvudsak av gräsmarker.